# Christoph Matschie
Christoph Matschie, né le 15 juillet 1961 à Mühlhausen, est un homme politique allemand appartenant au Parti social-démocrate d'Allemagne (SPD).

## Éléments personnels

### Formation et carrière
En 1978, il intègre l'enseignement professionnel et suit pendant trois ans une formation de Mécanicien à Zella-Mehlis. Il effectue ensuite son service militaire dans la Nationale Volksarmee (NVA) jusqu'en 1983.
Cette même année, il obtient un emploi d'assistant médical (Krankenpflegehelfer) à Erfurt, mais le quitte dès l'année suivante afin d'étudier la théologie à Rostock puis Iéna. Il en est diplômé en 1989.

### Vie privée
Christoph Matschie est marié avec Mitslal Kifleyesus, père de trois enfants, et évangélique. Il a par ailleurs présidé le conseil de surveillance de la compagnie de service public municipal Stadtwerke Jena GmbH de 1996 à 2002.

## Activité politique
Il rejoint le Parti social-démocrate (SDP) en 1989, et devient l'un de ses représentants à la table ronde entre le pouvoir communiste de République démocratique allemande (RDA) et l'opposition. L'année suivante, il intègre la présidence du parti, qui fusionne peu après avec le Parti social-démocrate d'Allemagne (SPD), d'Allemagne de l'Ouest.

### Au niveau fédéral
En 1990, il est élu député fédéral au Bundestag. Huit ans plus tard, à la suite de l'arrivée au pouvoir d'une coalition rouge-verte, il prend la présidence de la commission de l'Environnement, de la Protection de la nature et de la Sécurité nucléaire. Élu en 2001 au comité directeur fédéral du SPD, il est nommé secrétaire d'État parlementaire du ministère fédéral de l'Éducation et de la Recherche, alors dirigé par Edelgard Bulmahn, en 2002, mais démissionne en 2004. Il intègre la présidence fédérale du Parti social-démocrate en 2005.

### Au niveau régional
En 1999, il est porté à la présidence la fédération régionale du parti en Thuringe.
Il est élu pour la première fois au Landtag lors des élections régionales du 13 juin 2004, au cours desquelles les sociaux-démocrates réalisent leur plus mauvais score régional avec 14,5 % des voix. Il devient alors président du groupe parlementaire SPD.
Lors du scrutin suivant, le 30 août 2009, sa formation progresse de quatre points à 18,5 %, tandis que l'Union chrétienne-démocrate d'Allemagne (CDU), au pouvoir depuis 1990, perd sa majorité absolue. Les deux partis forment alors une grande coalition, et Christoph Matschie est nommée vice-ministre-président et ministre de l'Éducation, de la Science et de la Culture dans la grande coalition de la ministre-présidente chrétienne-démocrate, Christine Lieberknecht.
Après les élections de septembre 2014, le SPD décide d'entrer en coalition avec Die Linke et l'Alliance 90 / Les Verts ; le bourgmestre d'Erfurt Andreas Bausewein prend alors sa succession à la présidence régionale du parti, tandis qu'il n'est pas reconduit à la fin de son mandat gouvernemental, le 5 décembre.